# Central térmica de Castellón
La central térmica de Castellón es una instalación termoeléctrica de ciclo combinado ubicada en la ciudad española de Castellón, más concretamente en su distrito marítimo o Grao. Es propiedad de Iberdrola y consta de dos grupos térmicos, denominados genéricamente Castellón 3 y Castellón 4, con una potencia de 800 MW y 850 MW, respectivamente, alimentados con gas natural.

## Historia
La central de Castellón comenzó a funcionar con dos grupos de ciclo convencional denominados I y II, puestos en marcha por Hidroeléctrica Española en 1972 y 1973, respectivamente, que funcionaban con fuel-oil y sumaban una potencia de 1080 MW. La silueta de sus dos chimeneas junto al Mar Mediterráneo se convirtió en uno de los símbolos del Grao. A partir del año 2000, Iberdrola decidió la sustitución de estos dos grupos por otros dos de ciclo combinado a gas natural, el Grupo 3, que comenzó a funcionar en 2002, y el Grupo 4, en 2008, cuando se cerraron los grupos de fuel-oil. La potencia de los grupos de Ciclo combinado es de 1650 MW.
En 2010 se terminaron de desmantelar los grupos de fuel-oil I y II desmontando las chimeneas de 150 m de altura que habían dominado la fisionomía del Grao desde la década de los 70.
Asimismo, Iberdrola anunció su intención de ampliar la central con un tercer ciclo combinado de 1100 MW de potencia, Castellón 5, que tiene previsto poner en funcionamiento en 2011, a construir en las antiguas instalaciones desmanteladas.

## Operador
La térmica de Castellón está operada al 100 % por su propietaria, la empresa Iberdrola.